# Migues

Carte de la municipalité de Migues dans le département de Canelones.

Migues est une ville et une municipalité de l'Uruguay située dans le département de Canelones. Sa population est de 2 109 habitants.

## Localisation
Migues est située dans le sud est de l'Uruguay, département de Canelones, 22 km au sud est de Tala, 65 km à l'est de la ville de Canelones et 100 km au nord est de Montevideo,.

## Population
Sa population est de 2 109 habitants environ (2011).
| Année | Population |
| ----- | ---------- |
| 1963  | 1 968      |
| 1975  | 2 183      |
| 1985  | 2 079      |
| 1996  | 2 004      |
| 2004  | 2 180      |
| 2011  | 2 109      |

Référence,:

## Gouvernement
Le maire (alcaldesa) de la ville est María del Carmen Suárez (Parti national),.